# Zdeněk Ondřej
Zdeněk Ondřej (* 2. srpna 1980, Jindřichův Hradec) je bývalý český lední hokejista. Je to odchovanec týmu KLH Vajgar Jindřichův Hradec.

## Hráčská kariéra
Během deseti extraligových sezón nastoupil za 6 klubů: HC České Budějovice, HC Znojemští Orli, HC Moeller Pardubice, HC Vítkovice Steel, Bílí Tygři Liberec a Piráti Chomutov. V sezóně 2005/06 vybojoval se Znojemskými Orly třetí místo, v následující sezóně byl v dresu Pardubic dokonce blízko titulu, ale Pardubice tehdy podlehly ve finále pražské Spartě. Po ročníku 2013/14 za prvoligový HC Motor České Budějovice hrál do sezóny 2019/20 krajskou ligu za HC Slavoj Žirovnice a posléze Vajgar.

## Statistiky
| Sezona         | Klub                      | Soutěž      | Základní část | Základní část | Základní část | Základní část | Základní část | Play off | Play off | Play off | Play off | Play off |
| Sezona         | Klub                      | Soutěž      | Z             | G             | A             | B             | TM            | Z        | G        | A        | B        | TM       |
| -------------- | ------------------------- | ----------- | ------------- | ------------- | ------------- | ------------- | ------------- | -------- | -------- | -------- | -------- | -------- |
| 2006/07        | HC Moeller Pardubice      | ELH         | 52            | 1             | 3             | 4             | 60            | 18       | 5        | 3        | 8        | 20       |
| 2007/08        | HC Moeller Pardubice      | ELH         | 44            | 4             | 3             | 7             | 46            | 10       | 3        | 2        | 5        | 7        |
| 2008/09        | HC Moeller Pardubice      | ELH         | 27            | 3             | 0             | 3             | 22            | −        | −        | −        | −        | −        |
| 2008/09        | HC Vítkovice Steel        | ELH         | 20            | 2             | 3             | 5             | 16            | 7        | 0        | 1        | 1        | 8        |
| 2009/10        | Bílí Tygři Liberec        | ELH         | 32            | 2             | 1             | 3             | 10            | 15       | 1        | 1        | 2        | 10       |
| 2010/11        | Bílí Tygři Liberec        | ELH         | 47            | 4             | 5             | 9             | 55            | 7        | 0        | 1        | 1        | 4        |
| 2011/12        | Piráti Chomutov           | 1. ČHL      | 45            | 8             | 16            | 24            | 38            | 25       | 1        | 6        | 7        | 16       |
| 2012/13        | Piráti Chomutov           | ELH         | 4             | 0             | 0             | 0             | 2             | −        | −        | −        | −        | −        |
| 2012/13        | SK Kadaň                  | 1. ČHL      | 21            | 3             | 12            | 15            | 14            | −        | −        | −        | −        | −        |
| 2012/13        | BK Mladá Boleslav         | 1. ČHL      | 8             | 2             | 2             | 4             | 12            | 18       | 2        | 0        | 2        | 14       |
| 2013/14        | HC Motor České Budějovice | 1. ČHL      |               |               |               |               |               |          |          |          |          |          |
| ELH celkově    | ELH celkově               | ELH celkově | 410           | 44            | 49            | 93            | 428           | 74       | 12       | 9        | 21       | 62       |
| 1. ČHL celkově |                           |             |               |               |               |               |               |          |          |          |          |          |